# Belgische Badmintonmeisterschaft 1970
Die Belgische Badmintonmeisterschaft 1970 fand in Lüttich statt. Es war die 22. Auflage der nationalen Badmintonmeisterschaften von Belgien.

## Titelträger
| Disziplin    | Sieger                         |
| ------------ | ------------------------------ |
| Herreneinzel | Herman Moens                   |
| Dameneinzel  | nicht ausgetragen              |
| Herrendoppel | Roger Vanmeerbeek Herman Moens |
| Damendoppel  | nicht ausgetragen              |
| Mixed        | Roger Vanmeerbeek June Jacques |